# Muricea midas
Muricea midas är en korallart som beskrevs av Bayer 1959. Muricea midas ingår i släktet Muricea och familjen Plexauridae. Inga underarter finns listade i Catalogue of Life.